# 无柄感应草
无柄感应草（学名：Biophytum petersianum）为酢浆草科感应草属下的一个种。

## 扩展阅读
- 維基物種上的相關：无柄感应草